# Brnjica (gmina Golubac)
Brnjica (cyr. Брњица) – wieś w Serbii, w okręgu braniczewskim, w gminie Golubac. W 2011 roku liczyła 294 mieszkańców.